# Séttimo Milanese
Séttimo Milanese es un municipio de 18.676 habitantes de la provincia de Milán.

## Lugares de interés
- El oratorio de San Juan el Bautista, del siglo XVI, con pinturas de esa época.
- Villa Adda, ahora ayuntamiento, del siglo XVI.

## Transportes

### Aeropuertos
El aeropuerto más cercano es el de Malpensa, pero el aeropuerto de Linate está bastante cerca.

### Conexiones viales
La conexión vial principal es la A4 Turín–Milán–Venecia-Trieste y tiene una salida, la de Rho, en el municipio de Cornaredo.

### Conexiones ferroviarias
En Séttimo Milanese no hay estaciones de ferrocarril. La más cercano es el de Rho, en la línea Turín-Milán.

### Transportes urbanos
Hay un servicio de buses que une el pueblo a la capital lombarda y a Rho.

## Evolución demográfica
| Gráfica de evolución demográfica de Séttimo Milanese entre 1861 y 2001 |
|                                                                        |
| Fuente ISTAT - elaboración gráfica de Wikipedia                        |

- Datos: Q43042
- Multimedia: Settimo Milanese / Q43042

1. ↑  Worldpostalcodes.org, código postal n.º 20019.
2. ↑  «Codici Catastali». Comuni-italiani.it (en italiano). Consultado el 29 de abril de 2017.